# Fullà
Fullà ([fu'ʎa], en francès oficialment Fuilla) és una comuna de la Catalunya del Nord, a la comarca del Conflent.

## Etimologia
Coromines proposa tres possibles interpretacions per a l'origen de Fullà. D'una banda, podria ser l'evolució a partir de la base Fūlius, però el mateix Coromines ho descarta, perquè els documents més antics de Fullà remeten a Folianus, amb -o-. D'altra banda, atès que alguns dels documents més antics aporten formes com villare Fauliano, podria venir de Fǔviliānu, adjectiu derivat del nom propi llatí Fǔvius. Finalment, i com a forma més versemblant per a Coromines, admet la hipòtesi d'Aebischer d'un origen en el nom propi Folius: a partir d'un praedium Foliānum que hauria fet l'evolució següent: Foliānum > Folyàno > Follià(n) > Follà > Fullà.

## Geografia

### Localització i característiques generals del terme

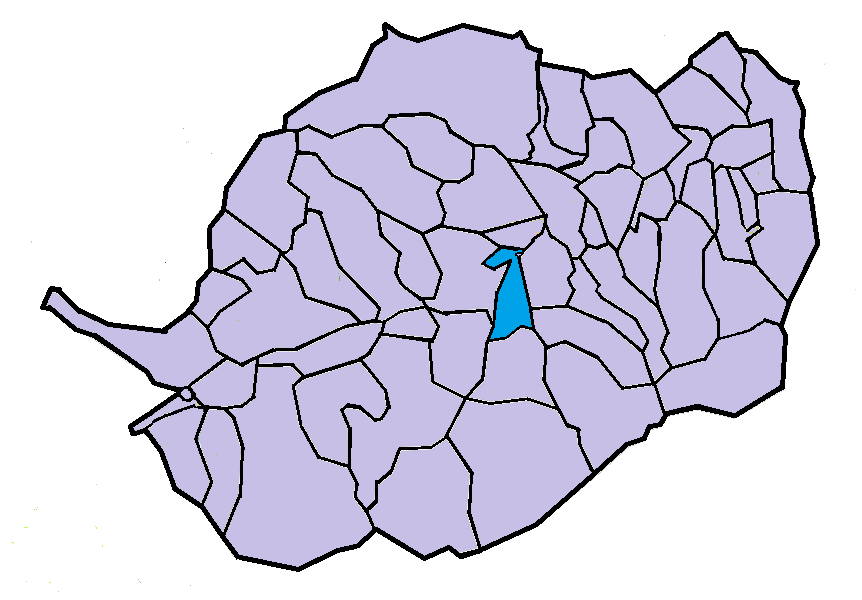
Situació de la comuna de Fullà al Conflent

El terme comunal de Fullà, de 96,9 hectàrees d'extensió, és situat pràcticament al centre de la comarca del Conflent, en una zona on arriben els darrers contraforts septentrionals del massís del Canigó. Conforma el terme comunal la vall baixa de la Rotjà, anomenada també Ribera de Saorra i, en aquest terme, Ribera de Fullà, on aquesta vall sofreix un clar eixamplament amb les carenes que la delimiten per sota dels 1.000 m d'alt.
El terme de Fullà té una forma curiosa. Del Tet cap al sud, és allargassat i lleugerament acampanat cap a migdia, seguint la vall baixa de la Rotjà. D'altra banda, a l'esquerra del riu, el territori s'eixampla notablement d'oest a est, de manera que a l'oest fa una pinça a l'entorn d'una llenca de terra del terme de Serdinyà que s'obre pas ran del Tet enmig del territori de Fullà. A l'est, segueix la riba esquerra del Tet al nord de Vilafranca de Conflent, de manera que separa el territori d'aquesta comuna en dos trossos: el de la vila, a la dreta del riu, i l'enclavament de la vila que conté el Fort Libèria i el territori de Sant Pere, amb el Serrat de les Estelles, enlairat a l'esquerra del Tet. Aquest sector del territori és el coster meridional d'un massís muntanyós coronat pel Roc de Campanyà, de 1.134 m d'alt, on es troba l'església de Sant Pere de la Roca, o Nostra Senyora de Vida, que dona nom a aquest sector del territori. En aquest territori fullanenc del nord-est, entre dues parts separades de territori de Vilafranca de Conflent, hi ha l'estació de ferrocarril d'aquesta vila.
La part meridional del terme de Fullà, la vall baixa de la Ribera de Saorra o de Fullà, està emmarcada a banda i banda per serres que en cap cas arriben als 1.000 metres d'altitud, i són zones boscoses: a ponent, des del coll de Fins davalla cap al nord, lleugerament decantat al nord-est, pel pla d'Arques, el Serrat de les Garberes i la seva continuació cap al nord-est, zona anomenada, simplement, la Serra; a llevant, des del coll de Saorra, o de Vernet, baixa cap al nord, molt lleugerament decantat al nord-oest, per la Riureda, la Serra on hi ha l'ermita de Sant Climent de la Serra, el coll de la Serra i la carena que baixa cap a Vilafranca de Conflent.
Termes municipals limítrofs:
|          | Vilafranca de Conflent |                      |
| Serdinyà |                        | Cornellà de Conflent |
| Escaró   | Saorra                 | Vernet               |

### El poble de Fullà
El poble de Fullà està dividit en tres veïnats, situats de nord a sud al llarg de la riba esquerra del Rotjà. Es tractava de tres antics pobles d'hàbitat dispers, que amb el pas del temps s'han convertit en veïnats del mateix poble, Fullà. Cal afegir-hi el Barri, o la Vila Nova, al costat de ponent de Vilafranca de Conflent, a cavall dels dos termes comunals, i el petit barri del Pont, proper a Fullà d'Avall.

#### Veïnat d'Avall, o Santa Eulàlia, o la Catllania

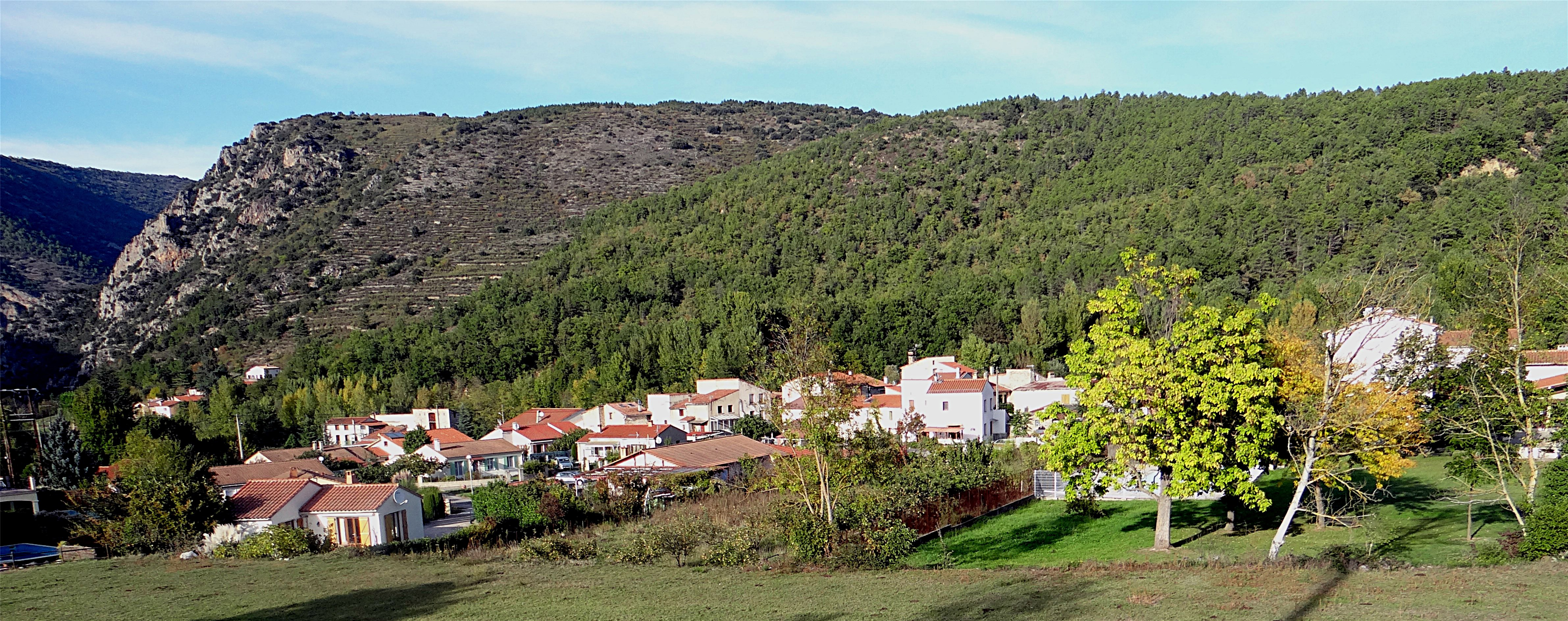
La Catllania, o Veïnat de Baix

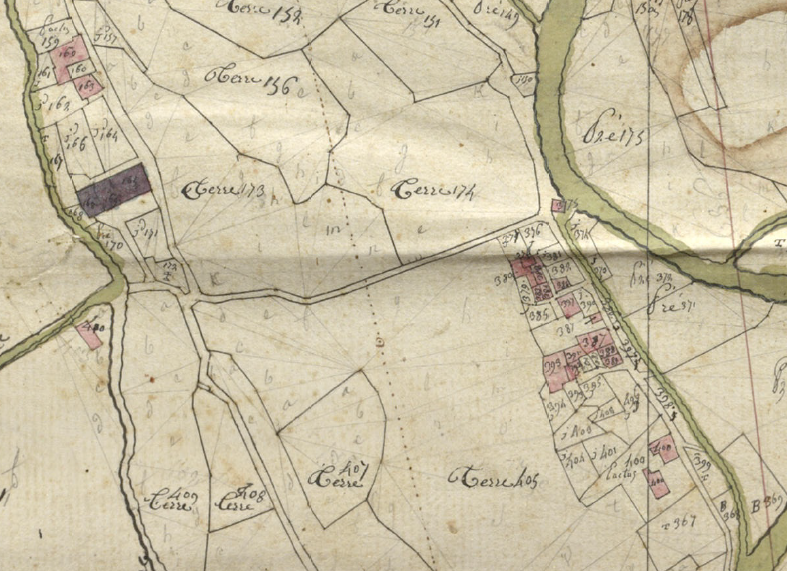
El Veïnat d'Avall en el cadastre napoleònic del 1812 (Arxius Departamentals dels Pirineus Orientals, ADPO)

La Catllania, actualment Fullà d'Avall, o Veïnat d'Avall, també anomenat de Santa Eulàlia per la presència de l'església d'aquest nom, és el nucli septentrional de Fullà.
Se l'anomena d'Avall perquè és el de menys alçada dins de la vall del Rotjà. Conté l'església de Santa Eulàlia de Fullà, el cementiri Nou, al Camp de la Fina, la Casa Popular de Vacances i la Casa del Comú de Fullà.

#### Veïnat del Mig, o Cassanet

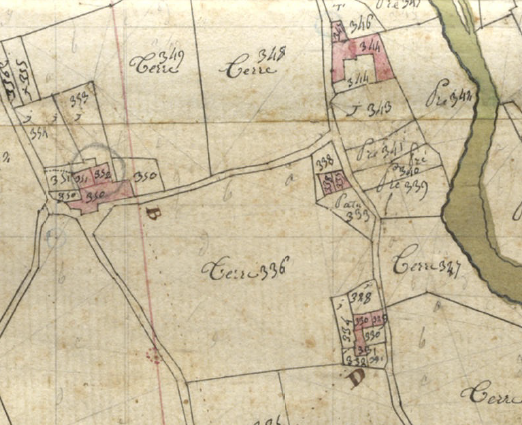
El Veïnat del Mig en el cadastre napoleònic del 1812 (ADPO)

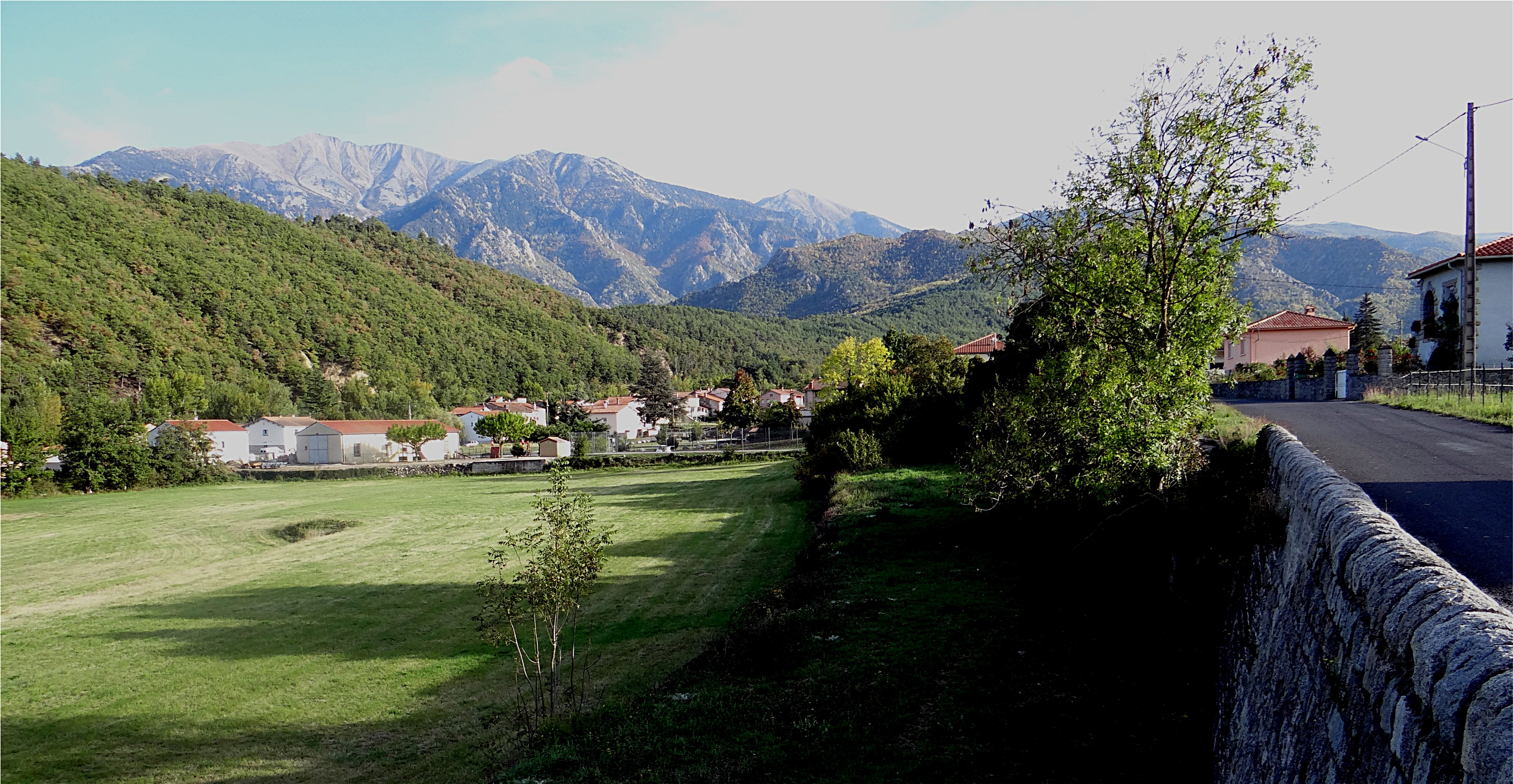
Cassanet, o Veïnat del Mig

Cassanet, actualment Fullà del Mig, o Veïnat del Mig, és el nucli que ocupa la posició central, entre els tres veïnats; és també a l'esquerra del Rotjà.
És el més modern dels tres, i conté l'escola de Fullà, a l'antiga seu de la Casa del Comú de Fullà, el càmping municipal la Rotjà i la majoria d'edificis comunals.

#### Veïnat d'Amunt, o Cercet

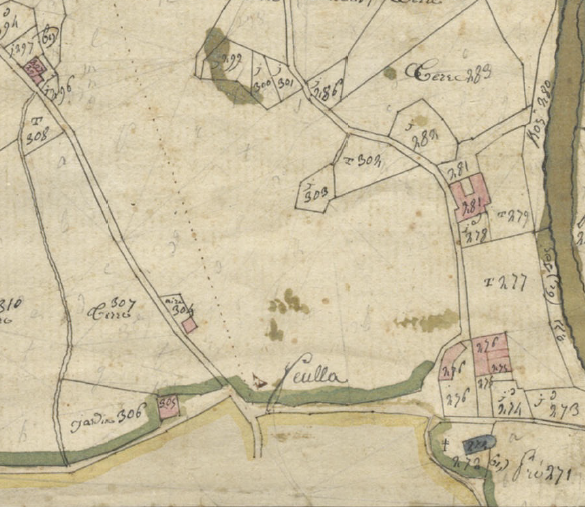
El Veïnat d'Amunt en el cadastre napoleònic del 1812 (ADPO)

Cercet, actualment Fullà d'Amunt, o Veïnat d'Amunt, és el nucli meridional de Fullà, i també el situat a més alçada dins de la vall. Conté l'església de Sant Joan Baptista de Fullà i, una mica separat al sud, el castell de la Bulella.

#### El Barri, o la Vila Nova
Situat a l'esquerra del Tet, és, de fet, un barri de Vilafranca de Conflent, anomenat Raval en aquella vila, tot i que és en part dins del terme comunal de Fullà.

#### El Pont

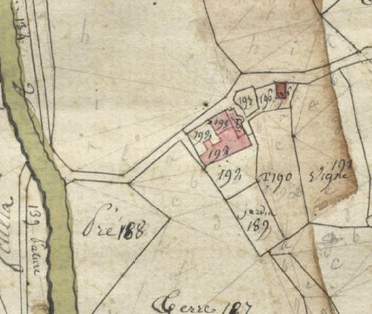
El Pont en el cadastre napoleònic del 1812 (ADPO)

El barri del Pont és un petit barri de creació recent situat just al nord de Fullà d'Avall, a la dreta del Rotjà.

### La Bulella
La Bulella o la Volella és un antic castell medieval, ara reconvertit en mas, que es troba a prop a migdia de Cercet, o Fullà d'Amunt. Conté la capella de Sant Bartomeu.

### Sant Pere de la Roca, o Nostra Senyora de Vida
L'antiga capella de Sant Pere de la Roca, actualment coneguda com a Nostra Senyora de Vida, és una església romànica situada al coster que es dreça a l'esquerra del Tet, a prop al nord-oest de la vila de Vilafranca de Conflent, en el sector anomenat, precisament, Sant Pere.

### Sant Climent de Sagamà, o de la Serra
La petita capella de Sant Climent de la Serra, o de Sagamà, és a l'extrem oriental del terme, a l'alçada de Fullà del Mig, dalt de la carena que separa els termes de Fullà i de Cornellà de Conflent.

### Els dòlmens de Fullà
En el terme de Fullà es conserven diversos dòlmens: el dolmen de Cobartorat, els dòlmens de la serra de Santa Eulàlia i els dòlmens del pla d'Arques, en indrets diversos del terme, però amb un punt en comú: un lloc enlairat, normalment amb vista panoràmica.

### L'estació de Vilafranca
Malgrat ser l'estació de Vilafranca de Conflent, i trobar-se al costat nord de la vila de Vilafranca de Conflent, és del tot dins del terme de Fullà, en aquell sector de Fullà que migparteix el terme vilafranquí, deixant la vila al sud i l'enclavament de Bell-lloc i el Fort Libèria al nord.

### Els masos del terme
En el terme de Fullà romanen dempeus i actius alguns dels molts masos que antigament formaven aquest poble d'hàbitat dispers, així com bona part de les barraques i cortals que completaven el nombre d'edificacions aïllades del terme. Així, s'hi poden trobar la barraca del Richon, el cortal del Deixona, el cortal del Fossa, el cortal del Mufla, el mas Batlle, el mas de la Fam, o del Sabre, o mas Pagès, el mas del Gil, el mas del Nené, el mas d'en Benissac, el mas d'en Queia, el mas Fabre, el mas Guiter, el mas Margall, o Castanyer i el mas Pi, a més de l'antic castell de la Bulella, ara convertit en mas. A part, hi ha diverses instal·lacions per a l'aprofitament de les aigües del Tet i el Rotjà, com la Resclosa de l'Ecoiffier i la Central Elèctrica. També cal tenir en compte els dos ponts del terme, el pont de Sant Andreu, o el pont Vell, o pont dels Frares.

### Hidrologia

#### Cursos d'aigua
El Tet i el Rotjà, afluent del Tet, són els dos rius que conformen el terme de Fullà. El curs del Rotjà pel terme de Fullà és molt ajustat a llevant de la vall, lloc on el pendent cap a la carena és molt accentuat, i a penes hi ha afluents per la dreta. Tot just els còrrecs d'en Pauló i de Benissac a l'extrem meridional i el còrrec Saliner a prop del septentrional, just al nord del Veïnat de Baix. En canvi, la part occidental de la vall és considerablement menys costeruda, amb un pendent més gradual, i en provenen tot de còrrecs que aflueixen al Rotjà al llarg del terme de Fullà: el còrrec de Lassada i de Restrenyines, el dels Solans, o del Mas Guiter, amb els de Gilamoi i de l'Artiga del Doctor entre el Veïnat d'Amunt i el Veïnat del Mig, el còrrec de les Cabanes, abans de la Cabana, que flueix al costat de ponent dels veïnats del Mig i de Baix i s'aboca al Rotjà al nord del Veïnat de Baix, i hi aporta també els còrrecs de les Cabanasses, o de les Cabanes, abans de Pacull, del Bosc de Ramonet, de Tirallongues, de la Vinya Grossa, del Bac, de les Pinoses, de la Mola, o de Maurí, i de la Gavatxa. Al darrer tram pel nord del terme de Fullà discorren paral·lels al Rotjà els recs de Boera i del Molí, un a cada banda.
A l'esquerra del Tet, al coster de muntanya que pertany a Fullà, hi ha el còrrec dels Flagells (part superior), o de Sant Pere (part inferior), i el còrrec dels Horts, o de Tàrrega, a més d'altres còrrecs sense nom.

#### Canals d'irrigació
La part més plana del terme té diversos canals d'irrigació, que permeten l'horticultura en aquells indrets per on passen. S'hi troben el rec de Boera, el de les Clotes, el de l'Espiauc, el del Molí, el d'en Conomari, o de Canova, el de Restrenyines, el rec Major, o dels Frares, el rec Major d'en Caçà i el rec Nou, o canal dels Ulls, a més del rec de l'Ecoiffier, que és una conducció d'aigües sense ús agrícola.

### Orografia
Alguns dels topònims del terme fullanenc reflecteixen formes de relleu o espais geogràfics destacats del terme. Així, s'hi troben obagues, com el Bac i el Bac del Gil; clots, com la Clota i el Clot de les Fonts; colls, com el coll de Fins, el coll de Saorra, o de Vernet i el coll de la Serra; coves, com la cova de Santa Magdalena i les Coves; muntanyes, com el Roc de Campanyà; plans, com el pla d'Anyella i el pla d'Arques; serres i serrats, com la Serra (dues de diferents amb el mateix nom), el Serrat de les Garberes, i solanes, com el Solà del Sacó i els Solans.

### El terme comunal
Les principals partides i indrets específics del terme de Fullà són l'Agulla, els Argelacs, l'Artiga del Doctor, l'Artigueta, Badabany, en Borrega, la Bulella, el Camí de Serdinyà, el Camp de la Mola, el Camp de la Plaça, el Camp dels Mirs, els Camps Centeners, els Camps Grans, Coberturat, Coll Basset, les Colomines, en Conomari, abans Comamari, les de Dellà, la Drecera, les Escoleres, les Estrades, les Estrilloles, l'Horta de Sant Pere, Lassada, la Masada, el Mas d'en Benissac, el Mas d'en Quela, el Molí, les Molleres, les Pinoses, abans la Serra, la Plaça de Sant Joan, el Pont, el Prat del Mas, els Prats Grans, la Riureda, la Roca de n'Ós, abans Roca Alta, Roc Campanyà, el Roc Colomer, la Ruta Nova, Santa Eulària (dues amb el mateix nom), Sant Climent, Sant Pere, la Vinya Grossa i les Vinyasses. Alguns són noms antics, ja entrats en desús, com Cantaperdiu, Madoncles, la Pedra Ferral, o la Pedra Foradada, Quer Agudell, Rederar, la Riera, Sagamà, Tàrrega, les Vernedes i el Voló.

## Transports i comunicacions

### Carreteres
Travessen al terme de Fullà tres carreteres, tot i que una només travessa l'extrem sud-est del terme. D'una banda, la carretera D-6 (N-116, a Cornellà de Conflent - Mentet), que uneix Vilafranca de Conflent amb Fullà, Saorra, Pi de Conflent i Mentet. Fullà és a 21 quilòmetres de Mentet, a 9,5 de Pi de Conflent, a 3,2 de Saorra i a 3,5 quilòmetres de la N-116 i Vilafranca de Conflent.
D'altra banda, la carretera D-27 (Prada - Escaró), que des de Prada, a 23 quilòmetres de Saorra, mena a Codalet (a 22), Taurinyà (a 17), Fillols (a 9,2), Vernet (a 5,4), Saorra, Aituà (a 5,7) i Escaró (a 7,6 quilòmetres), travessa l'extrem sud-oriental del terme, sense connexió directa amb els nuclis de Fullà.
Al nord del terme, ran del Tet, a la seva riba esquerra, on passa just el límit del terme, hi ha la carretera N-116 (Perpinyà - la Guingueta d'Ix), que venint de Perpinyà té forma d'autovia fins a prop de Bulaternera. Aquesta carretera uneix a través del Tet la major part de pobles de la Catalunya del Nord.

### Transport públic col·lectiu
Fullà disposa de dos serveis diaris de la línia 245 de transport públic El bus a 1 €. Aquesta línia uneix Pi de Conflent (a 20 minuts de Fullà), Saorra (a 5 minuts), Vilafranca de Conflent (a 10 minuts), Rià (a un quart d'hora) i Prada (a 20). Circulen de dilluns a dissabte; diumenge i dies festius, sense servei. També hi ha el TAD (Transport a demanda), que serveix tots els pobles de la vall del Rotjà.

### Ferrocarril
Al terme de Fullà es troba l'estació de tren de Vilafranca de Conflent (oficialment, de Vilafranca -Vernet), de la línia Perpinyà - Vilafranca de Conflent, on enllaça amb el tren Groc, de Vilafranca de Conflent a la Tor de Querol. És la línia 12 TER Llenguadoc Rosselló. Dins del terme de Fullà discorren els 581 primers metres d'aquesta línia, que tot just trepitja un parell de breus trams el terme de Vilafranca de Conflent. Al pont sobre el Tet, que fa 53 metres de llargària, quan el tren passa de la riba esquerra a la dreta del riu, deixa el terme de Fullà i entra en el de Serdinyà.

### Els camins del terme
Alguns dels camins de Fullà són interns del terme, com el camí de Baix, el de la Bulella, el de les Vinyes, el del Mas Batlle, de Sant Pere, la Drecera i la pista forestal de Badabany. La resta són camins que enllacen Fullà amb els pobles i termes veïns: camí de Cornellà, de Saorra a Cornellà, de Serdinyà, camí Vell de Cornellà, camí Vell de Vernet, ruta de Montlluís, ruta de Saorra, ruta de Vernet, ruta de Vilafranca i la ruta Nova. Esment a part mereix la via del ferrocarril del tren Groc.

## Activitats econòmiques
Fullà és un dels territoris dels seus entorns més dedicats a l'agricultura. Hi ha quasi 150 hectàrees dedicades a aquesta activitat, repartides en unes cinquanta explotacions, quasi totes de caràcter familiar. Més de dues terceres parts, dedicades als arbres fruiters (pomeres, sobretot, però també pereres, presseguers i cirerers), i la resta, per a vinya i hortalisses, a les zones regades de prop del riu. Hi ha quasi 50 hectàrees de pastures i farratges, i una cabana ramadera de quasi 500 caps de bestiar oví i menys de mig centenar de boví.
L'altra font econòmica de Fullà és la de residència estival, amb força edificacions antigues recuperades per a segona residència, i la Casa Popular de Vacances, a més del càmping municipal la Rotjà.

## Història

### Prehistòria
Nombroses mostres de ceràmica han estat trobades a les coves de la Carrera i de Fullà.

### Edat mitjana
Fullà és un territori documentat des de molt antic: al temps que regnava a Narbona Umar ibn Umar, poc abans de la conquesta d'aquella ciutat per Pipí el Breu, duta a terme l'any 759, poc després de l'anomenada Batalla de Poitiers, en realitat Batalla de Tours, Fullà (villare Fauliano el 840, Folianum el 873 i Fulianum el 941) ja consta com a territori alodial de Mascarà. El 840 Fullà fou donat pels descendents de Mascarà al monestir de Sant Andreu d'Eixalada, acabat de crear, i el 873 fou bescanviat pels monjos d'Eixalada amb el comte Miró el Vell, benefactor del monestir, per un territori al nord d'Orellà. Tanmateix, diversos documents de donacions d'entre mitjan segle X i mitjan segle xi tornen a vincular Fullà amb el cenobi de Sant Miquel de Cuixà, successor del d'Eixalada. També tenia un alou a Fullà el monestir de Sant Joan de les Abadesses, gràcies a un llegat del comte Sunifred II de Cerdanya, que hi adjuntava les església de Santa Eulàlia de Fullà i Sant Esteve de Campelles, la darrera del proper terme de Vilafranca de Conflent.
Al segle xii es dividí el territori de Fullà entre diverses senyories. Així, Pere de Domanova, senyor de Rodès i de Mosset, dominava la Força de Fullà, construïda a l'entorn de l'església de Santa Eulàlia, i la Bulella, fortalesa que depenia d'aquesta Força. Aquest domini fou transmès per la filla de Pere de Domanova, Cerdana de Rodès, al seu fill, Ramon de Canet, i d'aquest al net, Guillem de Canet, el qual el va vendre a Guillem de Fullà, tot i que els sobirans catalans en mantingueren sempre el domini senyorial. El 1381 Joan I vengué aquesta senyoria a Berenguer d'Oms, la família del qual la conservà durant 300 anys.
D'altra banda, al voltant de Sant Joan Baptista de Fullà hi hagué un segon castell i senyoria, aquesta en mans dels de Fullà entre el segle xi i el XIV. Durant el segle xv aquesta senyoria passà a mans dels Cadell i després als Avellanet, sempre per via successòria.

### Edat moderna
Fins a l'any 1687 en foren senyors els d'Oms. Després, hi consten els Boisambert, que mantingueren aquesta senyoria fins a la Revolució francesa. Pel que fa a la segona senyoria, en foren amos fins a l'any 1620 els Cadell, dels quals passà als Pasqual de Vilafranca, als quals els fou confiscada el 1680 i adquirida per la vídua de Josep d'Ardena i de Sabastida, de Darnius (Alt Empordà), naturalitzat francès, els descendents de la qual foren senyors fins a la fi de l'Antic Règim.

## Demografia

### Demografia antiga
La població està expressada en nombre de focs (f) o d'habitants (h)
| 33 f | 30 f | 33 f | 11 f | 11 f | 9 f | 10 f | 20 f | 14 f | 181 h | 51 f | 42 f |

### Demografia contemporània
| Evolució de la població |      |      |      |      |      |      |      |      |
| 1793                    | 1800 | 1806 | 1821 | 1831 | 1836 | 1841 | 1846 | 1851 |
| 255                     | 275  | 236  | 319  | 394  | 387  | 359  | 379  | 386  |

| 1856 | 1861 | 1866 | 1872 | 1876 | 1881 | 1886 | 1891 | 1896 |
| ---- | ---- | ---- | ---- | ---- | ---- | ---- | ---- | ---- |
| 395  | 380  | 375  | 352  | 355  | 361  | 370  | 350  | 357  |

| 1901 | 1906 | 1911 | 1921 | 1926 | 1931 | 1936 | 1946 | 1954 |
| ---- | ---- | ---- | ---- | ---- | ---- | ---- | ---- | ---- |
| 378  | 327  | 341  | 320  | 344  | 327  | 316  | 304  | 316  |

| 1962 | 1968 | 1975 | 1982 | 1990 | 1999 | 2006 | 2007 | 2008 |
| ---- | ---- | ---- | ---- | ---- | ---- | ---- | ---- | ---- |
| 273  | 266  | 233  | 254  | 297  | 329  | 360  | 365  | 369  |

| 2013 | 2015 |
| ---- | ---- |
| 453  | 450  |

Fonts: Ldh/EHESS/Cassini fins al 1999, després INSEE a partir deL 2004

### Evolució de la població

Població 1962-2008

## Administració i política

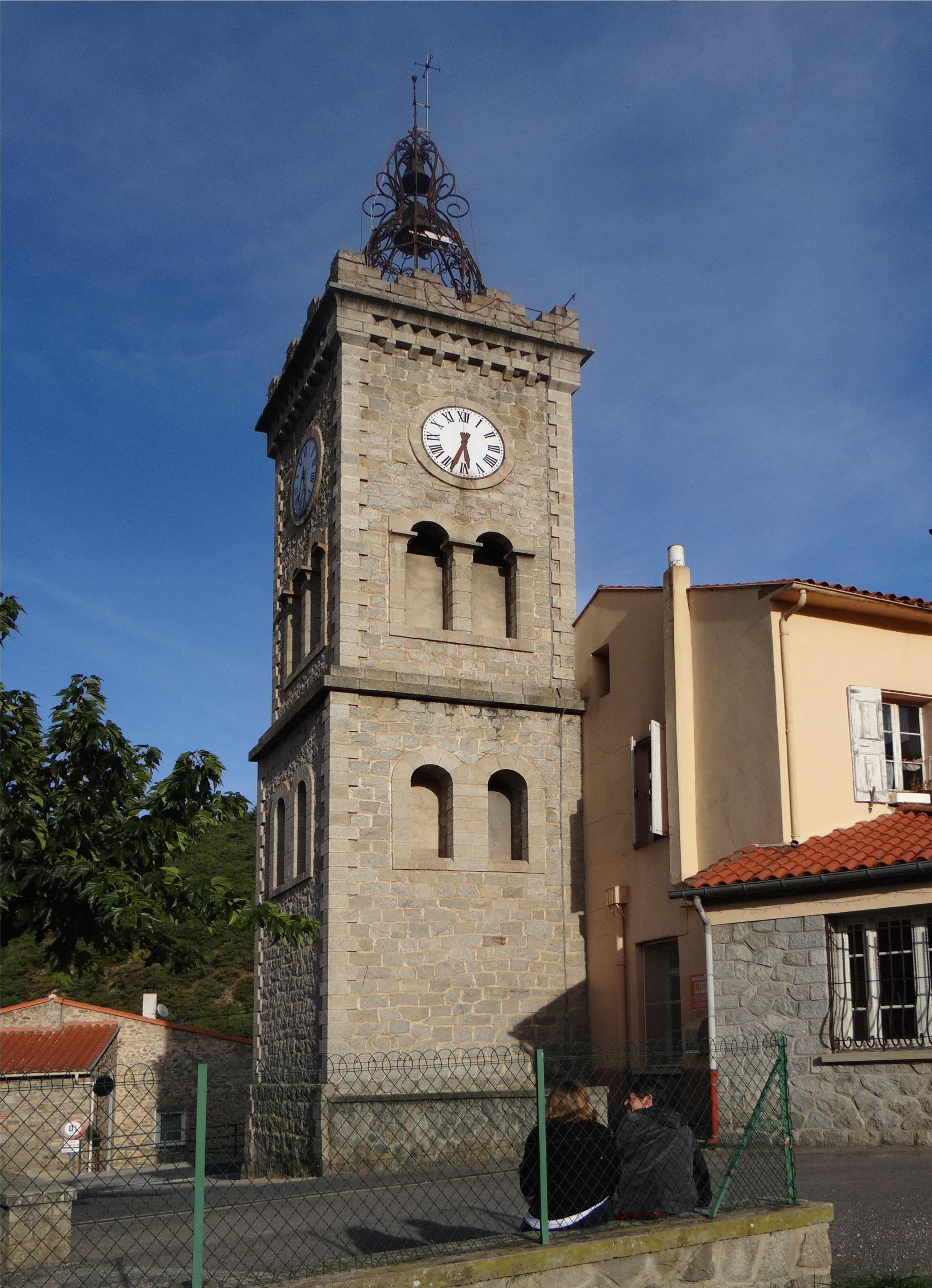
L'antiga Casa del Comú de Fullà, ara seu de l'escola

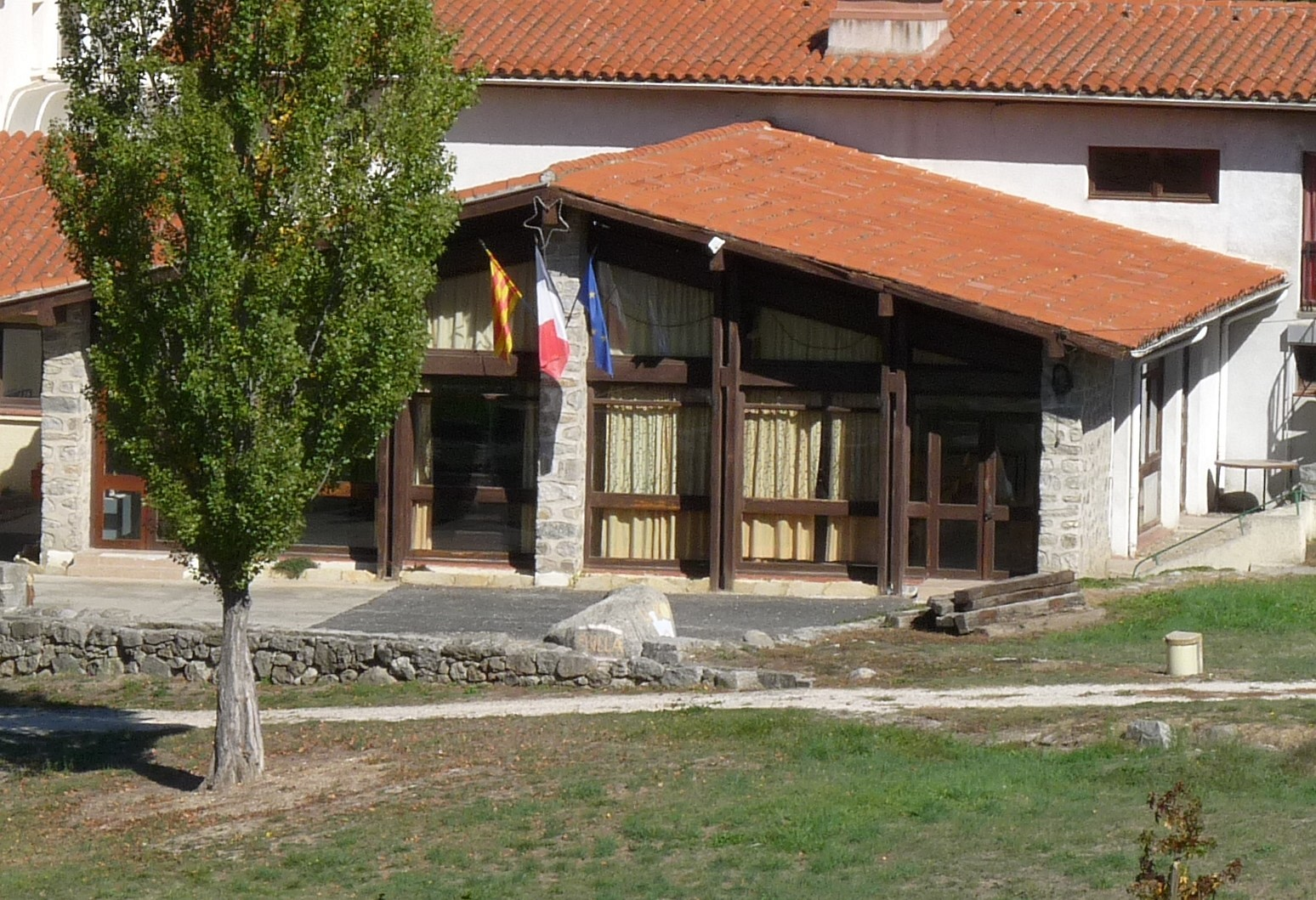
L'actual Casa del Comú de Fullà

### Batlles
| Alcalde             | Període                       |
| ------------------- | ----------------------------- |
| Mathieu Faucet      | 1848 - 1851                   |
| François Romeu      | 1851 - 1862                   |
| Mathieu Faucet      | 1862 - 1866                   |
| Emmanuel Guinot     | 1866 - 1874                   |
| Gaudérique Margail  | 1874 - 1875                   |
| Sébastien Morer     | 1875 - 1888                   |
| Paul Pacouil        | 1888 - 1892                   |
| Antoine Guimenor    | 1892 - 1913                   |
| Jean Gui            | 1913 - 1919                   |
| Guillaume Lafont    | 1919 - 1931                   |
| Joseph Faucet       | 1931 - 1943                   |
| Pallade Pagès       | 1944 - 1953                   |
| Jean Gui            | 1953 - 1960                   |
| Paul Cinte          | 1960 - 1971                   |
| Georges Juncy       | 1971 - 1983                   |
| Eugène Correger     | 1983 - 1995                   |
| Jean-Marie Bertrand | 1995 - Març del 2004          |
| Gilberte Pideil     | Març del 2004 - Març del 2014 |
| Pierre Bazely       | Març del 2014 - Moment actual |

### Legislatura 2014 - 2020

#### Batlle
- Pierre Bazely.

#### Adjunts al batlle[19]
- 1a: Jeanne Lelièvre
- 2n: Philippe Francès
- 3r: Pierre Domenech.

#### Consellers municipals
- Marc Alemany
- Catherine Artero
- Laurent Cuesta
- Emmanuel Leroy
- Bernard Mougenot
- Laurence Munoz
- Anne-Marie Rault.

### Adscripció cantonal

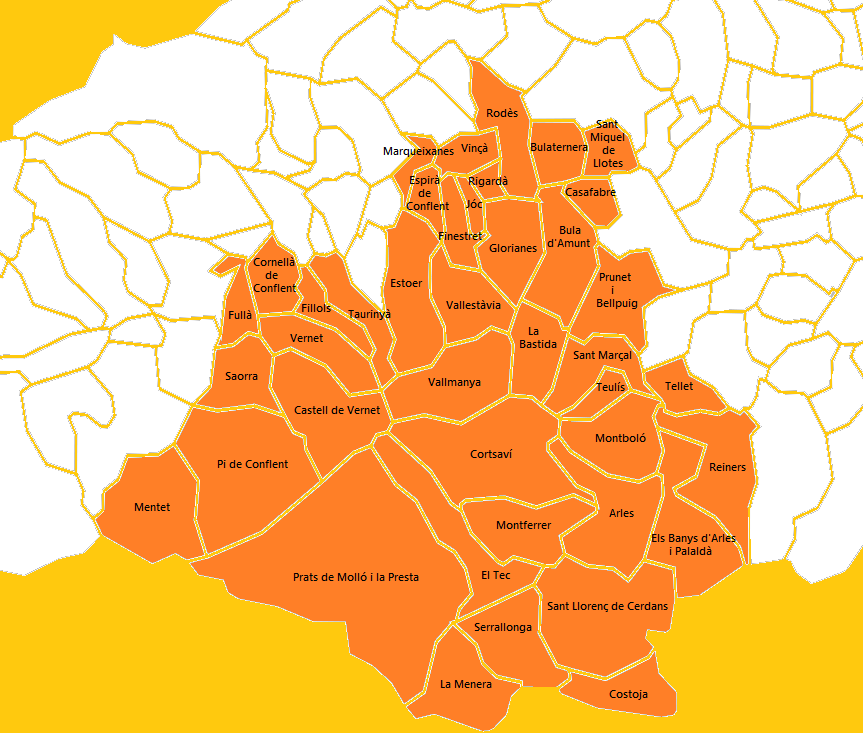
Mapa del Cantó del Canigó

A les eleccions cantonals del 2015 Pi de Conflent ha estat inclòs en el cantó número 2, denominat El Canigó, amb capitalitat al poble dels Banys d'Arles, de la comuna dels Banys i Palaldà. Està format per les viles d'Arles, Prats de Molló i la Presta, Sant Llorenç de Cerdans, del Vallespir, i Vinçà, del Conflent, i els pobles del Conflent de Castell de Vernet, Cornellà de Conflent, Espirà de Conflent, Estoer, Fillols, Finestret, Fullà, Glorianes, Jóc, Marqueixanes, Mentet, Pi de Conflent, Rigardà, Rodès, Saorra, Taurinyà, Vallestàvia, Vallmanya i Vernet, els del Rosselló de la Bastida, Bula d'Amunt, Bulaternera, Casafabre, Prunet i Bellpuig, Sant Marçal, Sant Miquel de Llotes, Tellet i Teulís, i els del Vallespir dels Banys i Palaldà, Cortsaví, Costoja, la Menera, Montboló, Montferrer, Reiners, Serrallonga i el Tec forma part del cantó número 2, del Canigó (nova agrupació de comunes fruit de la reestructuració cantonal feta amb motiu de les eleccions cantonals i departamentals del 2015). Són conselleres per aquest cantó Ségolène Neuville i Alexandre Reynal, tots dos del Partit Socialista francès.

### Serveis comunals mancomunats
Fullà forma part de la Comunitat de comunes de Conflent - Canigó, amb capitalitat a Prada, juntament amb Prada, Arboçols, Campome, Campossí, Canavelles, Castell de Vernet, Catllà, Clarà i Villerac, Codalet, Conat, Cornellà de Conflent, Escaró, Espirà de Conflent, Estoer, Eus, Finestret, Fillols, Fontpedrosa, Jóc, Jújols, Marqueixanes, els Masos, Mentet, Molig, Mosset, Noedes, Nyer, Oleta i Èvol, Orbanyà, Orellà, Pi de Conflent, Rià i Cirac, Rigardà, Saorra, Serdinyà, Soanyes, Sornià, Tarerac, Taurinyà, Toès i Entrevalls, Trevillac, Vallestàvia, Vallmanya, Vernet, Vilafranca de Conflent i Vinçà.

## Ensenyament i cultura

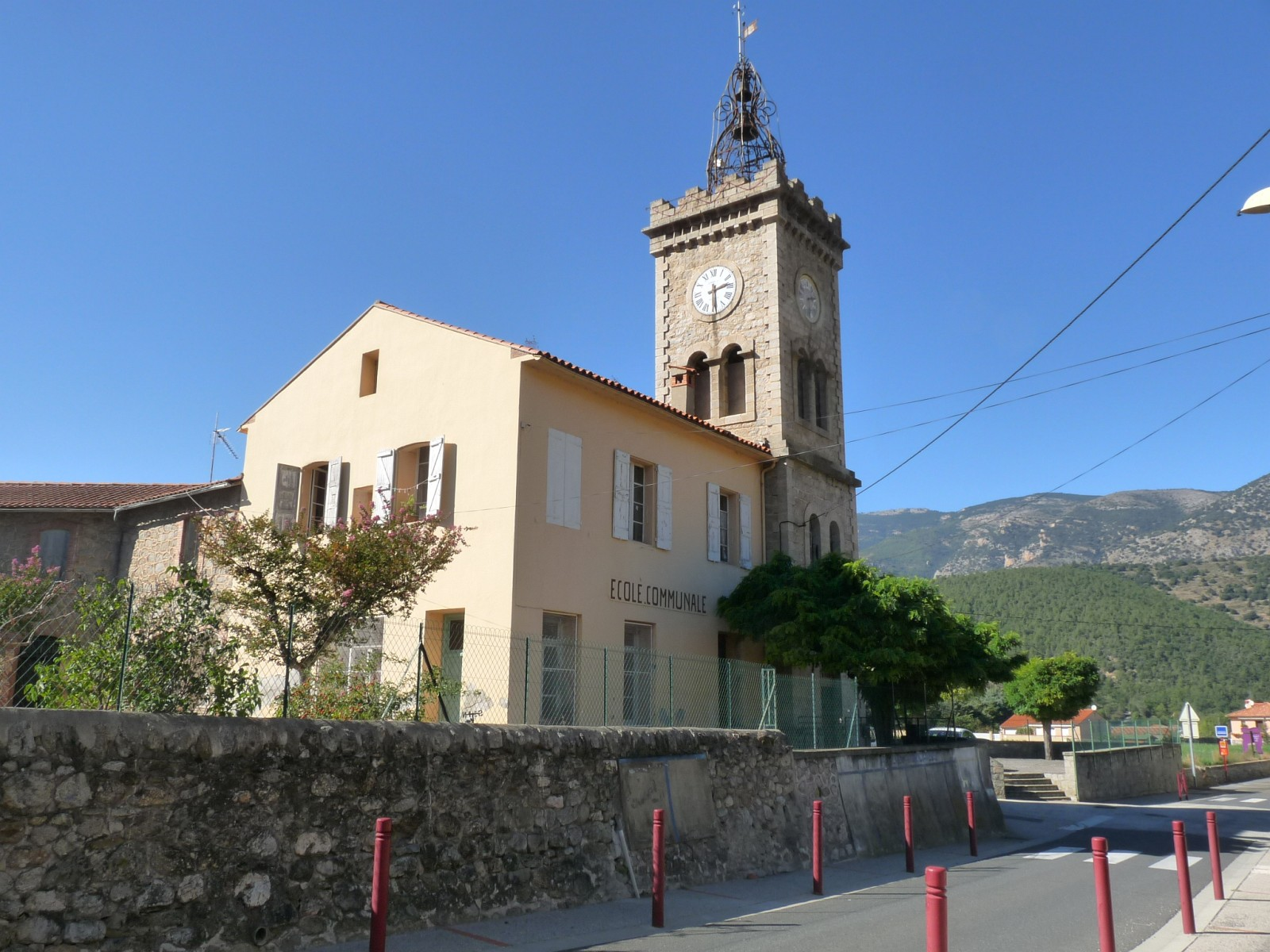
L'escola de Fullà

Fullà disposa d'una petita escola pública, que acull els nivells de maternal i primària. Els alumnes de Fullà d'aquests nivells poden anar també a les escoles de Saorra i de Vilafranca de Conflent. Per continuar els estudis de secundària, poden assistir als col·legis de Prada, i per al batxillerat, als liceus de Prada, igualment.
A Fullà hi ha una associació cultural, "Fuilla, Art et Découverte", que proposa cada any un conjunt d'activitats molt interessants relacionades amb l'art i la descoberta del territori.

## Llocs i monuments
- L'església de Santa Eulàlia, típica de l'art romànic, consagrada el 1031
- Església romànica de Sant Joan Baptista
- Castell de la Bulella
- Sant Pere de la Roca, o de la Mare de Déu de Vida